# 北京地铁DKZ4型电动车组
北京地铁DKZ4型电动车组是北京地铁的电动车组车款之一，现在在1号线与八通线之间运营。

## 简介
为了应对复八线的开通，北京地铁于1996年开始订购DKZ4型电动客车。
DKZ4型是北京地铁的首款VVVF控制列车，由DK28、DK29、DK30、DK31四种车厢组成，共计31列186辆，其中的19列（S401-S419）在原长春轨道客车生产，12列（S420-S431）在原北京地铁车辆厂生产，两厂生产的列车初期运营时在涂装上有细微差异。所有列车于1999年开始运行于复八线，并在2000年全程运行于1号线，2021年8月29日开始直通運行至八通线。

## 列车内部
本列车为鼓型车体，车门为电控气动内藏门，每节车厢共4对车门，车厢间的连接处则另有推拉门分隔。
出厂时车厢内仅装有车载电视，此后经过四次改造，目前在车厢连接处上方设有LED走字屏，并在车门上方设有LCD动态电子地图。
驾驶室后门上设有玻璃窗，可供乘客观看司机操作及前方隧道情况（但2021年左右开始玻璃窗被遮挡），其内的司机控制器为T型手柄式，段数为牵引4段+常规制动7段。

## 搭载设备

### 牵引逆变器
出厂时列车搭载的 GTO-VVVF 是东洋电机制造首款出口至中国的牵引逆变器产品，其外观与名铁3500系的 RG645-A-M 型类似。该逆变器的 VVVF 输出为 1200kVA，GTO 额定工作点为 4500V/4000A，其音效受到国内许多交通迷喜爱，曾被视为是最能代表北京地铁风景的声音之一。

### 辅助逆变器
出厂时列车搭载的 SIV 是东洋电机制造首款出口至中国的辅助逆变器产品，采用 GTO 元件，容量 40kVA，冷却方式为热管散热器走行风冷，可将直流 750V 逆变为交流 200V、直流 110V 或直流 24V。2009年起，所有列车的 SIV 被逐步更换为采用 IGBT 元件、容量 180kVA 的新制产品（多数列车采用国产化产品，仅有六列仍采用同公司原设计产品），其可将直流 750V 逆变为交流 220V、直流 110V 或直流 24V。

## 历次车辆设施改造

### 第一次改造（外观改造）
为迎接2008年北京奥运会，DKZ4型于2005年开始在原北京地铁车辆厂进行第一次改造，外部由白色涂装变为银灰色涂装，并对机电系统进行改造升级。

### 第二次改造（厂修改造）
DKZ4型列车内部最初只安装有电风扇，并未安装空调设备。为加速列车空调化，在2010年，DKZ4型列车开始在北京地铁车辆装备进行第二次改造，改造内容包括加装空调（每节车厢装有4台由上海加冷松芝空调制造的 KLDL12AAA 型空调机组，单台机组制冷量为 12 kW）、加装闪灯图和LED显示屏，并将大部分车辆的车窗改为封闭式。改造后的列车更名为 DKZ4G，最初进行试验的列车为 S423 和 S405，改造任务于2012年全部完成。

### 第三次改造（信号改造）
2015年，为了与1号线新CBTC信号系统兼容调试，DKZ4型陆续进行第三次改造。改造内容包括更改操作台，在车头加装CBTC信号接收器，更改控制电路，并将原有的 GTO-VVVF 更换为同公司制 IGBT-VVVF，令GTO音效成为绝响。初期将原有ATP柜放置于客室，当一号线CBTC系统投入使用时原有ATP柜被全部拆除。第一辆改造车为 S402，改造任务于2016年底全部完成，最后一辆改造车为 S408。

### 第四次改造（线路贯通改造）
配合1号线与八通线的贯通升级工作，DKZ4型陆续进行第四次改造。根据贯通工程的部署，自2021年4月起，DKZ4型列车的编号逐步更改为 01 001 ~ 01 031，首批更改编号的列车为 01 005（S405）、01 010（S410）和 01 020（S420）。编号更改工程已于2021年5月全部完成。

#### 第一阶段
第一阶段自2020年10月开始，改造内容包括对广播系统进行技术升级，以及将原有的LED闪灯图更换为LCD动态电子地图，而方向幕也改为中英文滚动显示，第1辆改造车为S402。该阶段改造任务已于2021年2月全部完成。

#### 第二阶段
第二阶段自2021年3月开始，改造内容包括调整客室座椅电暖气位置，以及将司机室前挡风玻璃更换为电加热玻璃，第1辆改造车为S414。2021年2月~6月间，列车的空调装置在既有设备的基础上有所改造，每节车厢加装3个幅流风机，每组列车共加装18个幅流风机。
- 第一次改造前的S428号车组停靠在王府井站（2007年8月）
- 第一次改造后的S406号车组停靠在东单站（2008年11月）
- 第二次改造后的S401号车组停靠在天安门西站（2015年4月）
- 第三次改造后的S401车组停靠在王府井站（2018年8月）
- 第四次改造后的S401号车组停靠在天安门东站（2021年3月）
- 第四次改造后的S403号车组驶出四惠东站（2021年4月）
- 加装空调后仍保留通风窗的01 005号车组驶入四惠站（2021年4月）
- 已更改编号但仍未更换为电加热玻璃的01 010号车组驶出四惠站（2021年4月）

## 列车编组
|                                                             |              | DKZ4 ←古城方向环球度假区方向→ |         |          |         |         |                 |
| 车辆编号                                                    | 车辆编号     | 1                             | 2       | 3        | 4       | 5       | 6               |
| 车厢型号                                                    | 车厢型号     | DK28                          | DK30    | DK29     | DK31    | DK30    | DK28            |
| 集电靴                                                      | 集电靴       | 有                            | 无      | 有       | 无      | 无      | 有              |
| 形式区分                                                    | 旧车厢号     | S4**1                         | S4**2   | S4**3    | S4**4   | S4**5   | S4**6           |
| 形式区分                                                    | 新车厢号     | 01 0**1                       | 01 0**2 | 01 0**3  | 01 0**4 | 01 0**5 | 01 0**6         |
| 形式区分                                                    | 车厢类型     | Mc                            | T       | M        | T1      | T       | Mc              |
| 动力单元                                                    | 动力单元     | 单元1                         | 单元1   | 单元2    | 单元2   | 单元3   | 单元3           |
| 安装机器设备                                                | 安装机器设备 | VVVF (L) CP (R)               | SIV (L) | VVVF (L) | -       | SIV (R) | VVVF (R) CP (L) |
| 车辆重量                                                    | 车辆重量     | 33.5 t                        | 26.9 t  | 32.1 t   | 24.3 t  | 26.9 t  | 33.5 t          |
| 额定载客量                                                  | 额定载客量   | 230 人                        | 245 人  | 245 人   | 245 人  | 245 人  | 230 人          |
| VVVF：牵引逆变器装置；SIV：辅助电源装置；CP：电动空气压缩机 |              |                               |         |          |         |         |                 |

- 首列车S401出厂时至2010年，原装铭牌上的编号一直为B401（2009年12月）
- 第一次改造后的DKZ4型列车客室内部，可见顶部的电风扇出风口（2009年12月摄于S401号车组）
- 第一次改造后的DKZ4型驾驶台（2009年12月摄于S401号车组）
- 第二次改造后的DKZ4型列车客室内部（2015年4月摄于S401号车组）
- 第三次改造后的DKZ4型驾驶台（2018年8月摄于S401号车组）
- 第四次改造后的DKZ4型驾驶台正面（2021年5月摄于01 008号车组）
- 第四次改造后的DKZ4型驾驶台侧面（2022年7月摄于01 001号车组）
- 第四次改造后的DKZ4型列车客室内部（2021年5月摄于01 008号车组）
- 第四次改造后列车客室车门上方的LCD动态电子地图（2021年2月摄于S410号车组）
- S426号车组曾将部分座椅替换为类似于普速铁路客车硬卧边凳的折叠座（2021年4月）

## 列车配属
DKZ4型目前配属于四惠车辆段和古城车辆段。
- 四惠车辆段：01 001 ~ 01 029
- 古城车辆段：01 030、01 031

## 事故
- 2009年6月28日9时36分左右，一列DKZ4型列车在西单至复兴门之间发生故障，导致在近半小时后线路运营才恢复正常[15]。
- 2013年5月，编号为S402的车组发生故障并退出运营，封存于四惠车辆段中。该列车经信号系统与控制台改造后于2015年2月再次上线运行。
- 2019年1月15日19时08分，编号为S423的车组在大望路至国贸之间发生故障[16]，导致第3节车厢的VVVF牵引逆变器装置出现烧损，列车的电气牵引系统提供商——湖南湘电东洋电气有限公司为此于同年年底向北京地铁方面赔偿了一套逆变器线材[17][需要較佳来源][[Category:]]。

## 退役

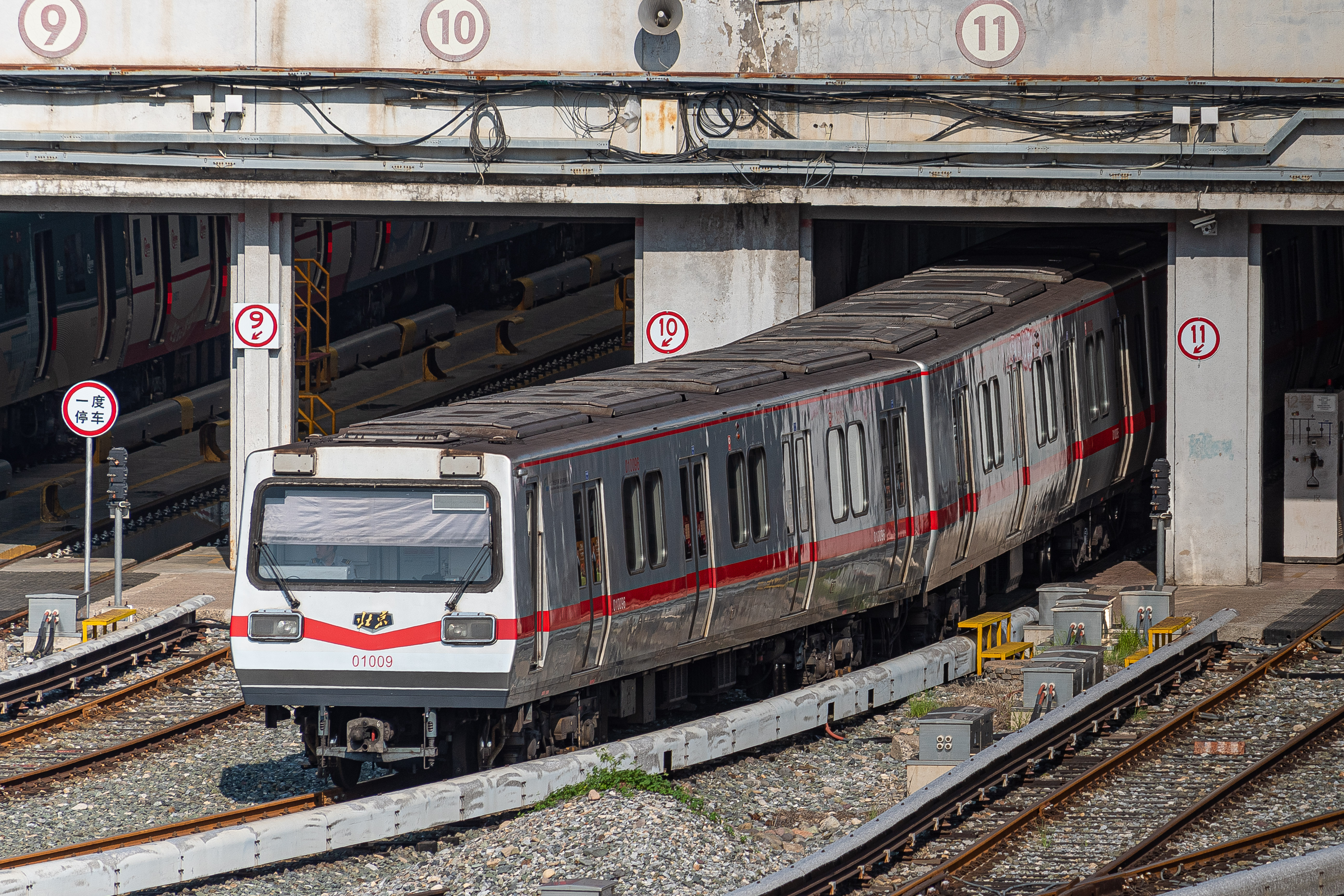
01009型列车在被送往拆解厂拆解后，仅剩某一头部车厢的车头驾驶室部位被保留，车头以后的大部分车厢整体已经和车头驾驶室部位分离。

2024年6月24日，北京地铁招标新列车采购项目，标的共计28组列车（168节车厢），用于全数取代DKZ4型列车。
2025年7月末，原DKZ4G的01009号列车被从土桥车辆段转运至某报废厂，随后该列车整车和其部分零部件在闲鱼上被公开出售。该车随后被拆解，多个零部件以不同方式散落各处，仅某一侧车头部位被留存原状，车头持有者计划将其改装为咖啡小卖部，剩余的大部分车厢的外表被切割分离并被加工成上万个DKZ4主题的钥匙扣并公开出售。
另外，原01001号车，除第一和第六节车厢被北京地铁运营公司保留外，中间四节车厢也已被送往拆解厂拆解处理。
截至目前，仍有二十几组DKZ4G型列车仍在1号线八通线上运行。按照惯例，预计未来到货的新车将逐渐取代所有DKZ4G型列车的运行。